# Рти
Рти је насеље у Србији у општини Лучани у Моравичком округу. Према попису из 2022. било је 378 становника.
На територији села налази се комплекс Рћанских пећина.
Овде се налази Црква Светог пророка Илије у Ртима, подигнута на месту где се некада налазила стара црква брвнара коју су Турци спалили у Првом српском устанку.
Овде је рођен публициста и хроничар Драгачева Јовиша Славковић.
У Ртима је рођен и живео најпознатији драгачевски каменорезац Радосав Чикириз, као и нешто млађи народни клесар Љубисав Љубо Ђекић.
Пореклом из Ртију је српски политичар Мирко Чикириз.

## Демографија
У насељу Рти живи 451 пунолетни становник, а просечна старост становништва износи 43,0 година (42,0 код мушкараца и 44,1 код жена). У насељу има 180 домаћинстава, а просечан број чланова по домаћинству је 3,07.
Ово насеље је великим делом насељено Србима (према попису из 2002. године), а у последња три пописа, примећен је пад у броју становника.
|  |

| Демографија | Демографија | Демографија |
| Година      | Становника  | Становника  |
| ----------- | ----------- | ----------- |
| 1948.       | 998         |             |
| 1953.       | 997         |             |
| 1961.       | 955         |             |
| 1971.       | 869         |             |
| 1981.       | 749         |             |
| 1991.       | 615         | 610         |
| 2002.       | 553         | 556         |
| 2011.       | 490         |             |

| Етнички састав према попису из 2002.‍ | Етнички састав према попису из 2002.‍ | Етнички састав према попису из 2002.‍ | Етнички састав према попису из 2002.‍ | Етнички састав према попису из 2002.‍ |
| ------------------------------------ | ------------------------------------ | ------------------------------------ | ------------------------------------ | ------------------------------------ |
|                                      |                                      |                                      |                                      |                                      |
| Срби                                 | Срби                                 |                                      | 547                                  | 98,91%                               |
| Црногорци                            | Црногорци                            |                                      | 5                                    | 0,90%                                |
| Мађари                               | Мађари                               |                                      | 1                                    | 0,18%                                |
| непознато                            | непознато                            |                                      | 0                                    | 0,0%                                 |

| Година пописа     | 1948. | 1953. | 1961. | 1971. | 1981. | 1991. | 2002. |
| ----------------- | ----- | ----- | ----- | ----- | ----- | ----- | ----- |
| Број домаћинстава | 146   | 155   | 178   | 198   | 199   | 185   | 180   |

| Број чланова      | 1  | 2  | 3  | 4  | 5  | 6  | 7 | 8 | 9 | 10 и више | Просек |
| ----------------- | -- | -- | -- | -- | -- | -- | - | - | - | --------- | ------ |
| Број домаћинстава | 42 | 48 | 27 | 21 | 19 | 13 | 5 | 3 | 2 | 0         | 3,07   |

| Пол    | Укупно | Неожењен/Неудата | Ожењен/Удата | Удовац/Удовица | Разведен/Разведена | Непознато |
| ------ | ------ | ---------------- | ------------ | -------------- | ------------------ | --------- |
| Мушки  | 242    | 77               | 144          | 16             | 5                  | 0         |
| Женски | 228    | 26               | 138          | 59             | 4                  | 1         |
| УКУПНО | 470    | 103              | 282          | 75             | 9                  | 1         |

| Пол    | Укупно                    | Пољопривреда, лов и шумарство | Рибарство                            | Вађење руде и камена | Прерађивачка индустрија       |
| ------ | ------------------------- | ----------------------------- | ------------------------------------ | -------------------- | ----------------------------- |
| Мушки  | 155                       | 98                            | 0                                    | 0                    | 35                            |
| Женски | 94                        | 70                            | 0                                    | 0                    | 9                             |
| УКУПНО | 249                       | 168                           | 0                                    | 0                    | 44                            |
| Пол    | Производња и снабдевање   | Грађевинарство                | Трговина                             | Хотели и ресторани   | Саобраћај, складиштење и везе |
| Мушки  | 2                         | 3                             | 4                                    | 1                    | 3                             |
| Женски | 0                         | 0                             | 5                                    | 2                    | 2                             |
| УКУПНО | 2                         | 3                             | 9                                    | 3                    | 5                             |
| Пол    | Финансијско посредовање   | Некретнине                    | Државна управа и одбрана             | Образовање           | Здравствени и социјални рад   |
| Мушки  | 1                         | 1                             | 2                                    | 1                    | 2                             |
| Женски | 0                         | 0                             | 0                                    | 2                    | 2                             |
| УКУПНО | 1                         | 1                             | 2                                    | 3                    | 4                             |
| Пол    | Остале услужне активности | Приватна домаћинства          | Екстериторијалне организације и тела | Непознато            | Непознато                     |
| Мушки  | 0                         | 0                             | 0                                    | 2                    | 2                             |
| Женски | 1                         | 0                             | 0                                    | 1                    | 1                             |
| УКУПНО | 1                         | 0                             | 0                                    | 3                    | 3                             |